# 螺旋白彫螺
螺旋白彫螺（学名：Vanikoro helicoidea）为白彫螺科白彫螺屬下的一个种。

## 分佈
本物種分佈於台灣的澎湖及中國東南海域。